# Hundsdorf (Ettenstatt)
Hundsdorf ist ein Gemeindeteil der Gemeinde Ettenstatt im Landkreis Weißenburg-Gunzenhausen (Mittelfranken, Bayern). Die Gemarkung Hundsdorf hat eine Fläche von 4,588 km². Sie ist in 480 Flurstücke aufgeteilt, die eine durchschnittliche Flurstücksfläche von 9558,00 m² haben. In ihr liegen neben dem namensgebenden Ort die Gemeindeteile Auhof, Rohrbach und Wolfsmühle.

## Lage
In der Nähe befindet sich in einem quellreichen Gebiet das Naturschutzgebiet Märzenbecherwald. Durch das Dorf fließt der Rohrbach.

## Geschichte
Mit dem Gemeindeedikt (frühes 19. Jahrhundert) wurde Hundesdorf dem Steuerdistrikt Ettenstatt zugewiesen. Zugleich entstand die Ruralgemeinde Hundsdorf, zu der Auhof, Rohrbach und Wolfsmühle gehörten. Sie unterstand dem Herrschaftsgericht Ellingen. Am 1. Mai 1978 schloss sich die Gemeinde Hundsdorf  im Zuge der Gemeindegebietsreform freiwillig der Gemeinde Ettenstatt an.